# Tobias Schättin
Tobias Schättin (Zurigo, 5 giugno 1997) è un calciatore svizzero, difensore del Winterthur.

## Carriera

### Club
Cresciuto nel settore giovanile del Winterthur, debutta in prima squadra il 7 febbraio 2016, in occasione dell'incontro di Challenge League perso per 1-4 contro il Wohlen. Nel marzo 2018 passa in prestito allo Zurigo fino al termine della stagione e il 31 marzo ha esordito in Super League, disputando l'incontro pareggiato per 1-1 contro il Sion.

### Nazionale
Ha rappresentato le nazionali giovanili svizzere.

## Statistiche

### Presenze e reti nei club
Statistiche aggiornate al 14 marzo 2023.
| Stagione        | Squadra         | Campionato      | Campionato | Campionato | Coppe nazionali | Coppe nazionali | Coppe nazionali | Coppe continentali | Coppe continentali | Coppe continentali | Altre coppe | Altre coppe | Altre coppe | Totale | Totale |
| Stagione        | Squadra         | Comp            | Pres       | Reti       | Comp            | Pres            | Reti            | Comp               | Pres               | Reti               | Comp        | Pres        | Reti        | Pres   | Reti   |
| --------------- | --------------- | --------------- | ---------- | ---------- | --------------- | --------------- | --------------- | ------------------ | ------------------ | ------------------ | ----------- | ----------- | ----------- | ------ | ------ |
| 2015-2016       | Winterthur      | ChL             | 4          | 0          | CS              | -               | -               |                    | -                  | -                  |             | -           | -           | 4      | 0      |
| 2016-2017       | Winterthur      | ChL             | 22         | 0          | CS              | 5               | 0               |                    | -                  | -                  |             | -           | -           | 27     | 0      |
| 2017-mar. 2018  | Winterthur      | ChL             | 18         | 2          | CS              | 2               | 1               |                    | -                  | -                  |             | -           | -           | 20     | 3      |
| mar.-giu. 2018  | Zurigo          | ASL             | 4          | 0          | CS              | 0               | 0               |                    | -                  | -                  |             | -           | -           | 4      | 0      |
| 2018-2019       | Winterthur      | ChL             | 31         | 0          | CS              | 3               | 0               |                    | -                  | -                  |             | -           | -           | 34     | 0      |
| 2019-2020       | Winterthur      | ChL             | 30         | 0          | CS              | 5               | 0               |                    | -                  | -                  |             | -           | -           | 35     | 0      |
| 2020-2021       | Zurigo          | ASL             | 6          | 0          | CS              | 1               | 0               |                    | -                  | -                  |             | -           | -           | 7      | 0      |
| 2021-2022       | Winterthur      | ChL             | 24         | 2          | CS              | 2               | 1               |                    | -                  | -                  |             | -           | -           | 26     | 3      |
| 2022-2023       | Winterthur      | ASL             | 15         | 0          | CS              | 3               | 1               |                    | -                  | -                  |             | -           | -           | 18     | 1      |
| Totale carriera | Totale carriera | Totale carriera | 154        | 4          |                 | 21              | 3               |                    | -                  | -                  |             | -           | -           | 175    | 7      |

## Palmarès

### Club

#### Competizioni nazionali
- Challenge League: 1

Winterthur: 2021-2022